# رودريغو دييغو
رودريغو دييغو (بالإسبانية: Rodrigo Diego) هو غطاس مكسيكي، ولد في 2 ديسمبر 1996.

## وصلات خارجية
- رودريغو دييغو على موقع الاتحاد الدولي للسباحة (الإنجليزية)
- رودريغو دييغو على موقع قاعدة بيانات الغوص IAT (الألمانية)
- رودريغو دييغو على موقع اللجنة الأولمبية الدولية (الإنجليزية)
- رودريغو دييغو على موقع أوليمبيديا (الإنجليزية)